# Müllachgeier
Der Müllachgeier ist ein 2254 m ü. A. hoher Berg im westlichen Teil der Kitzbüheler Alpen (sogenannte Kelchsauer Alpen) im österreichischen Bundesland Salzburg auf dem Gebiet der Gemeinde Wald-Königsleiten. Er hat den typischen Charakter der Tiroler Grasberge.

## Lage und Umgebung
Der Berg liegt nördlich des Gerlospasses. Nächstgelegene Orte sind Königsleiten und Gerlos. Benachbarte Gipfel sind im Südwesten die Königsleitenspitze (2315 m) sowie im Osten das Brucheck (2144 m).

## Touristische Erschließung
Ein Wanderwegnetz sowie eine im Sommer und Winter betriebene Gondelbahn bis kurz unter die Königsleitenspitze erschließen den Müllachgeier. Er ist sowohl im Sommer (Bergwandern) als auch im Winter (Schneeschuhtour, Skitour) begehbar.